# Rio Doftana (Prahova)
O Rio Doftana (Prahova) é um rio da Romênia, afluente do Prahova, localizado no distrito de Prahova.